# BMW G45
Der BMW G45 ist die vierte Generation des X3-SUV von dem deutschen Automobilhersteller BMW. Das Vorgängermodell ist der BMW G01.

## Modellgeschichte
Vorgestellt wurde das Fahrzeug am 19. Juni 2024. Der Marktstart war im November 2024. Die Produktion erfolgt im US-amerikanischen Spartanburg. Eine elektrisch angetriebene Version der Baureihe soll im Gegensatz zum Vorgängermodell nicht mehr angeboten werden. Stattdessen ist ein Elektro-SUV auf Basis einer neuen Plattform geplant. Einen ersten Ausblick hierfür zeigte BMW mit dem Vision Neue Klasse X im Frühjahr 2024.
Für den chinesischen Markt präsentierte BMW am 6. August 2024 eine elf Zentimeter längere Version der Baureihe (BMW G48). Sie wird seit Januar 2025 in Shenyang bei BMW Brilliance Automotive gefertigt.

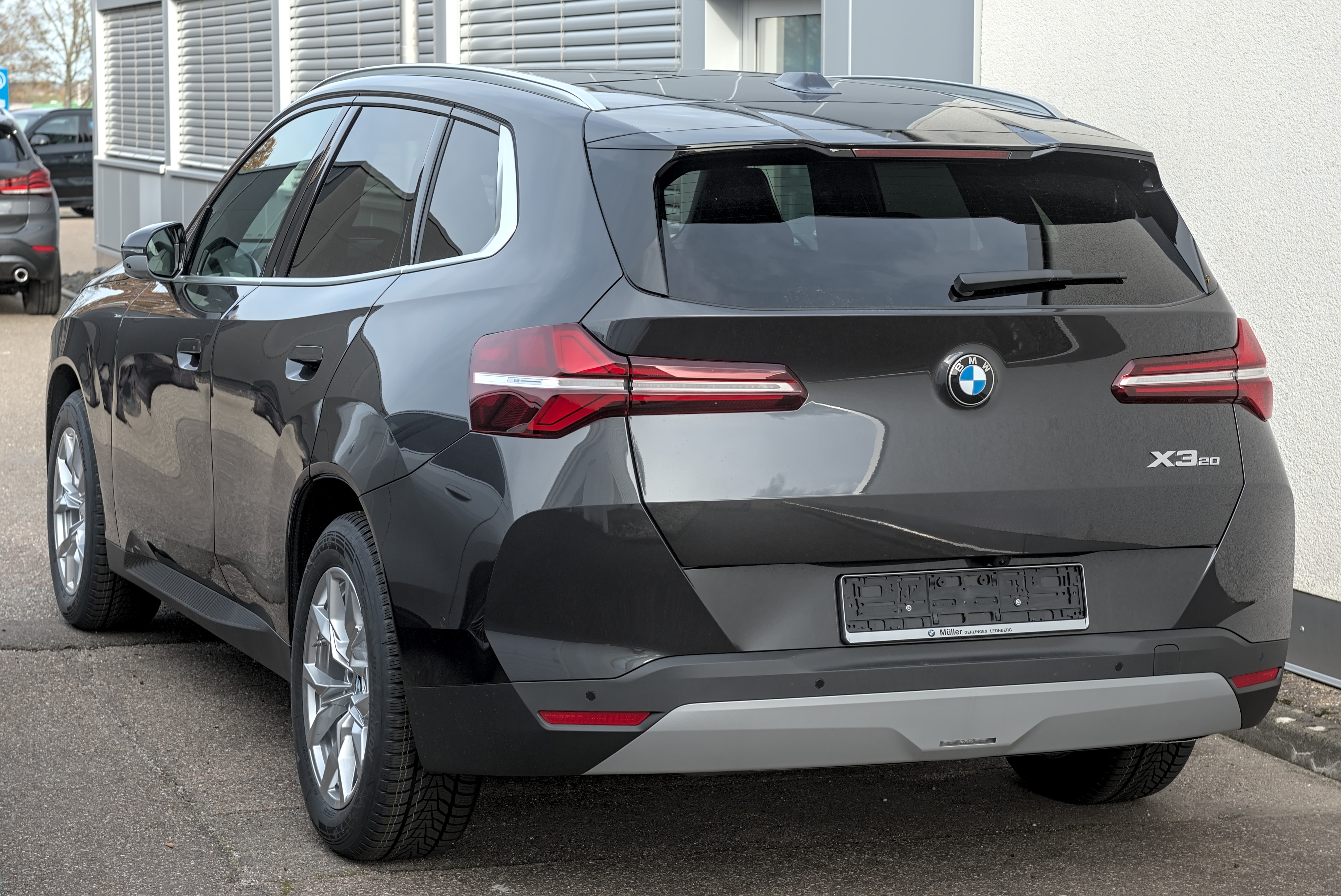
Heckansicht
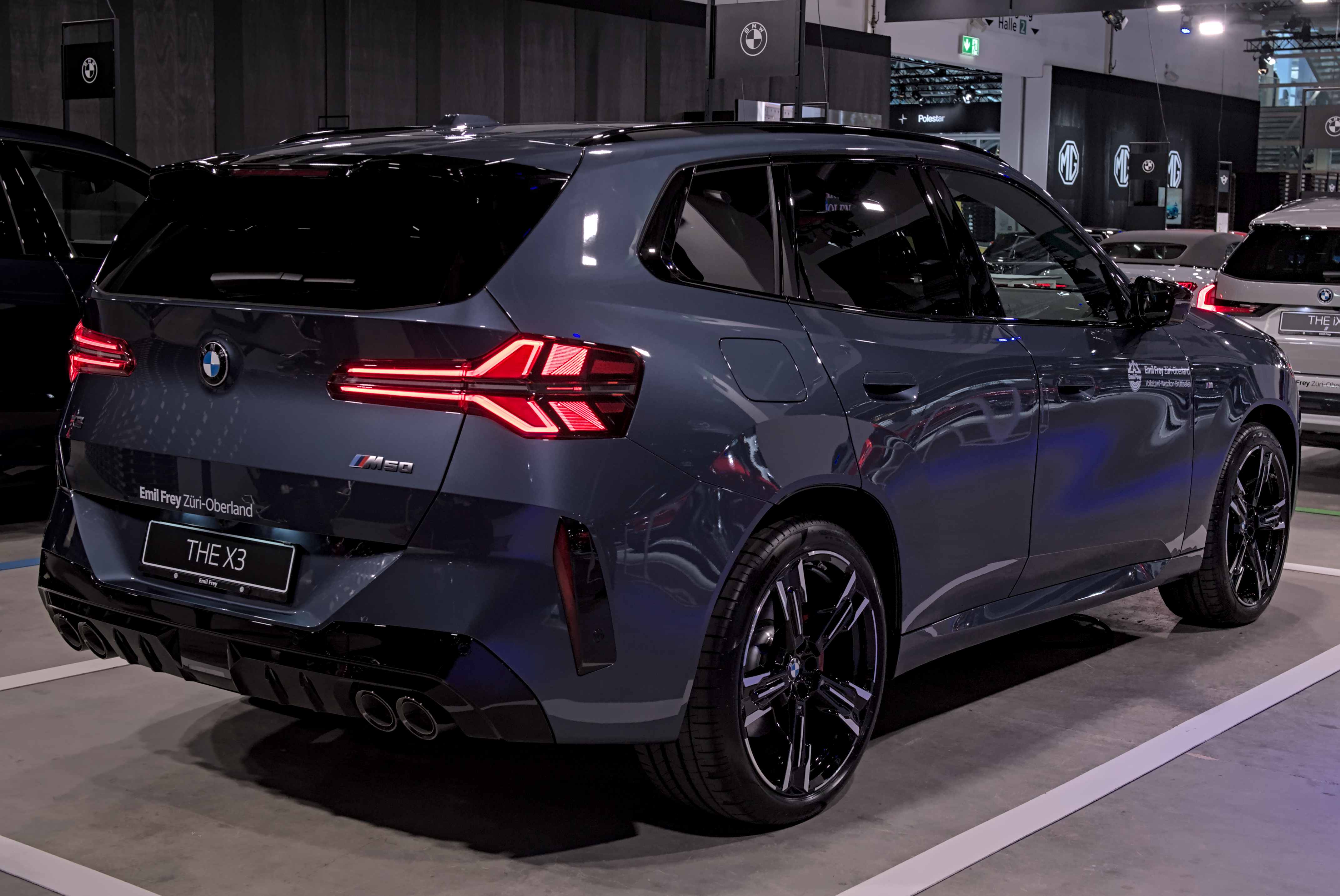
BMW X3 M50 mit Lichtsignatur
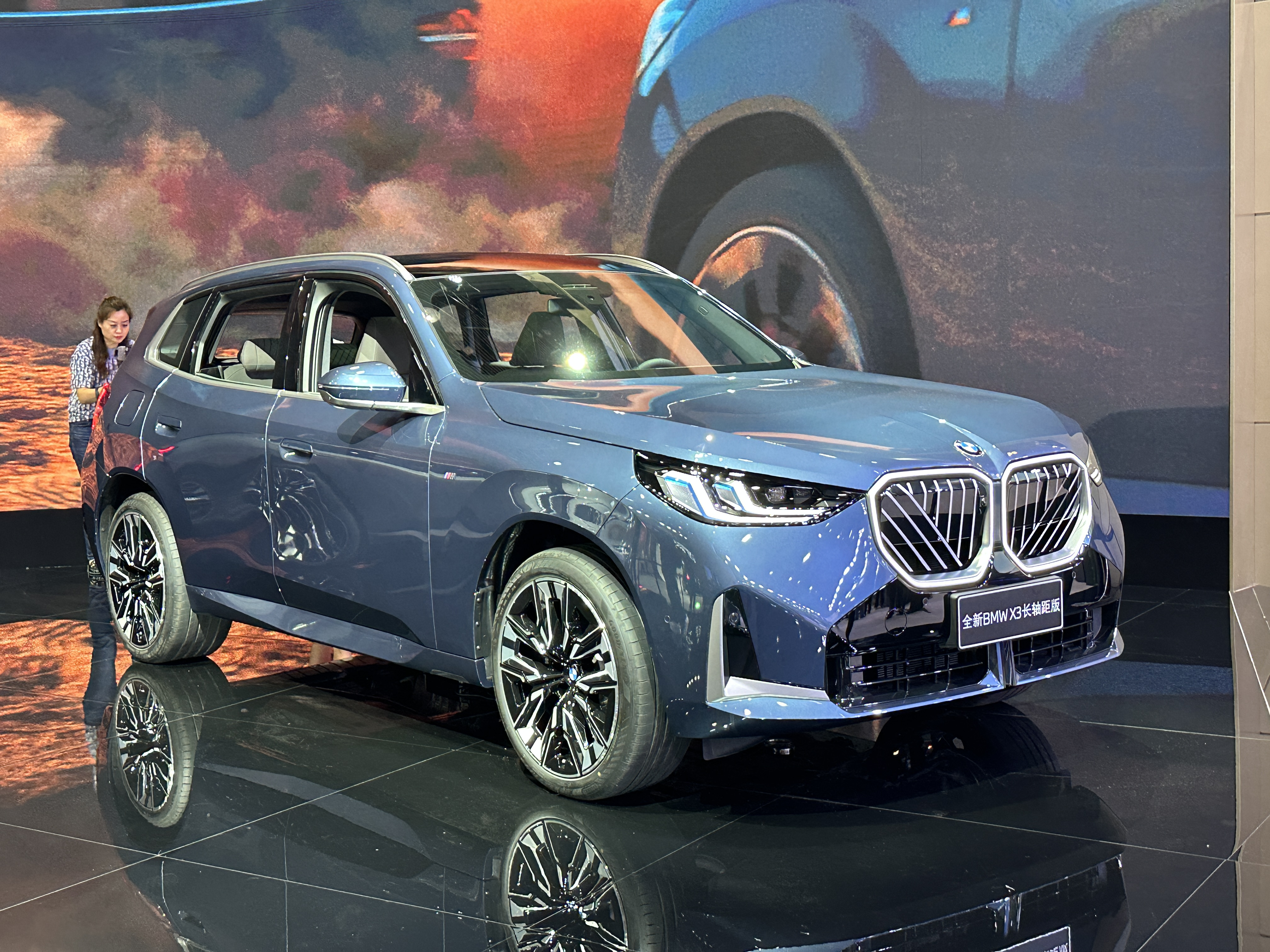
BMW G48 (seit 2025)
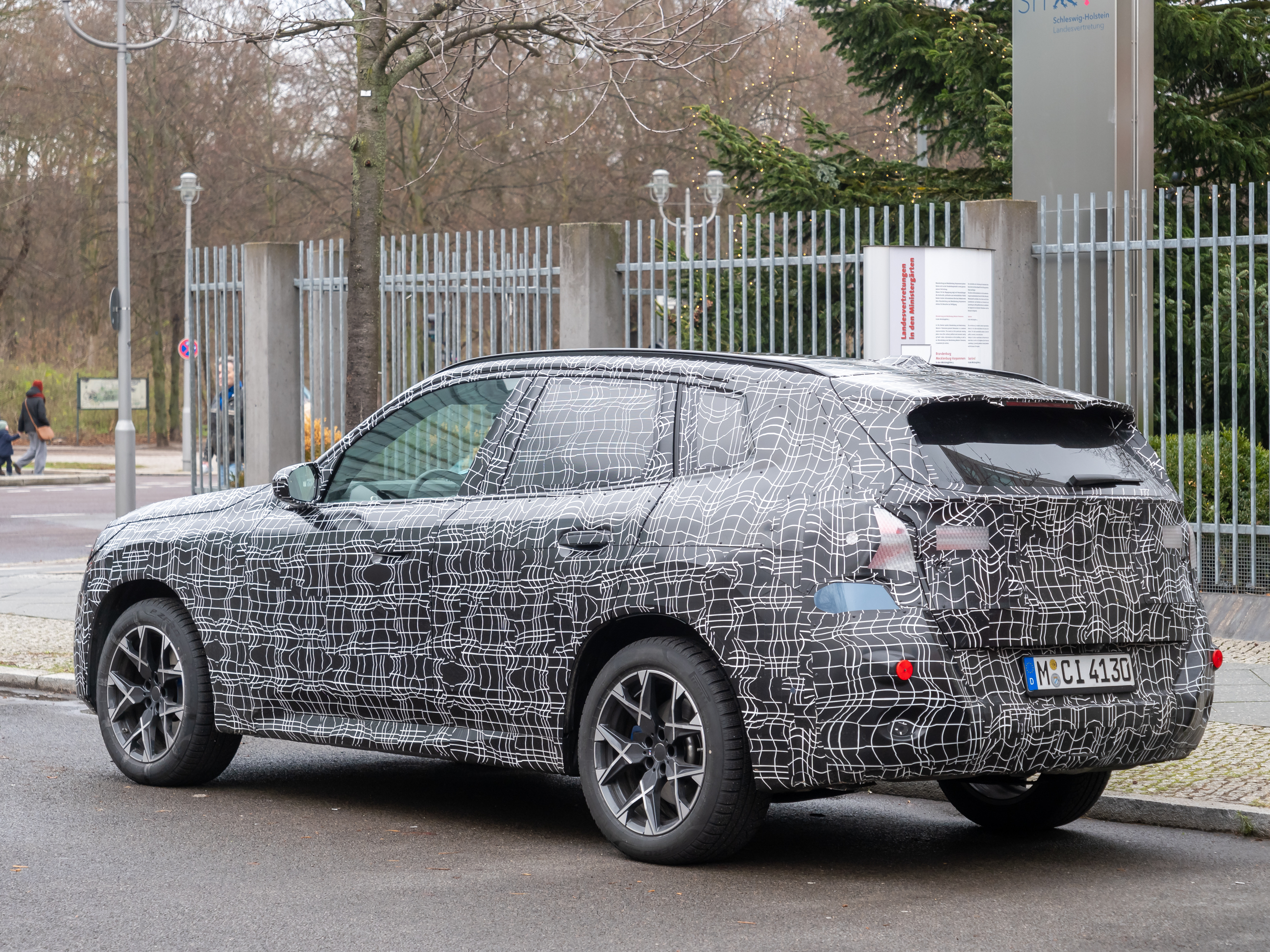
Erlkönig

## Technik
Das SUV basiert wie das Vorgängermodell auf der CLAR-Plattform.

### Karosserie

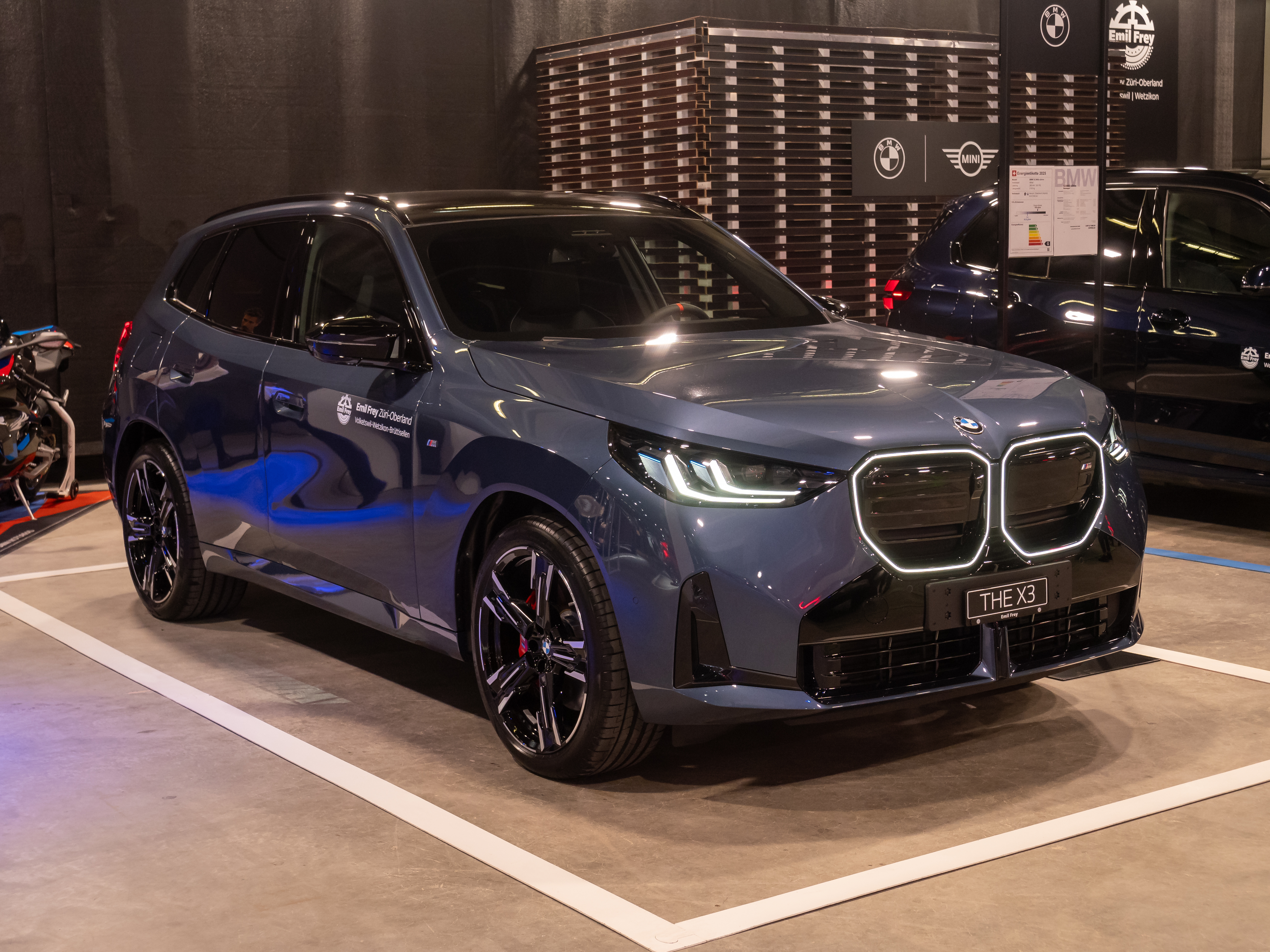
Beleuchtete Niere eines X3 M50

Im Vergleich zum Vorgängermodell ist der G45 etwas größer. Die Länge beträgt 4,76 Meter, die Breite bei 1,92 Meter und die Höhe bei 1,66 Meter. Der Radstand ist fast gleich geblieben. Die Türgriffe sind bündig mit den Karosserieflächen. Der cw-Wert liegt fortan bei 0,27 beziehungsweise 0,28 für M50 und 20d statt 0,29. Wie beim BMW F70 sind die Streben in der BMW-Niere – außer beim M50 – nun zum Teil schräg. Die Einfassungen der Niere können beleuchtet werden (Iconic Glow). Das Kofferraumvolumen beträgt 570 Liter. Wird die Rücksitzbank umgeklappt, ist der Kofferraum 1700 Liter groß. Beim Plug-in-Hybrid sind es jeweils 100 Liter weniger.

### Innenraum

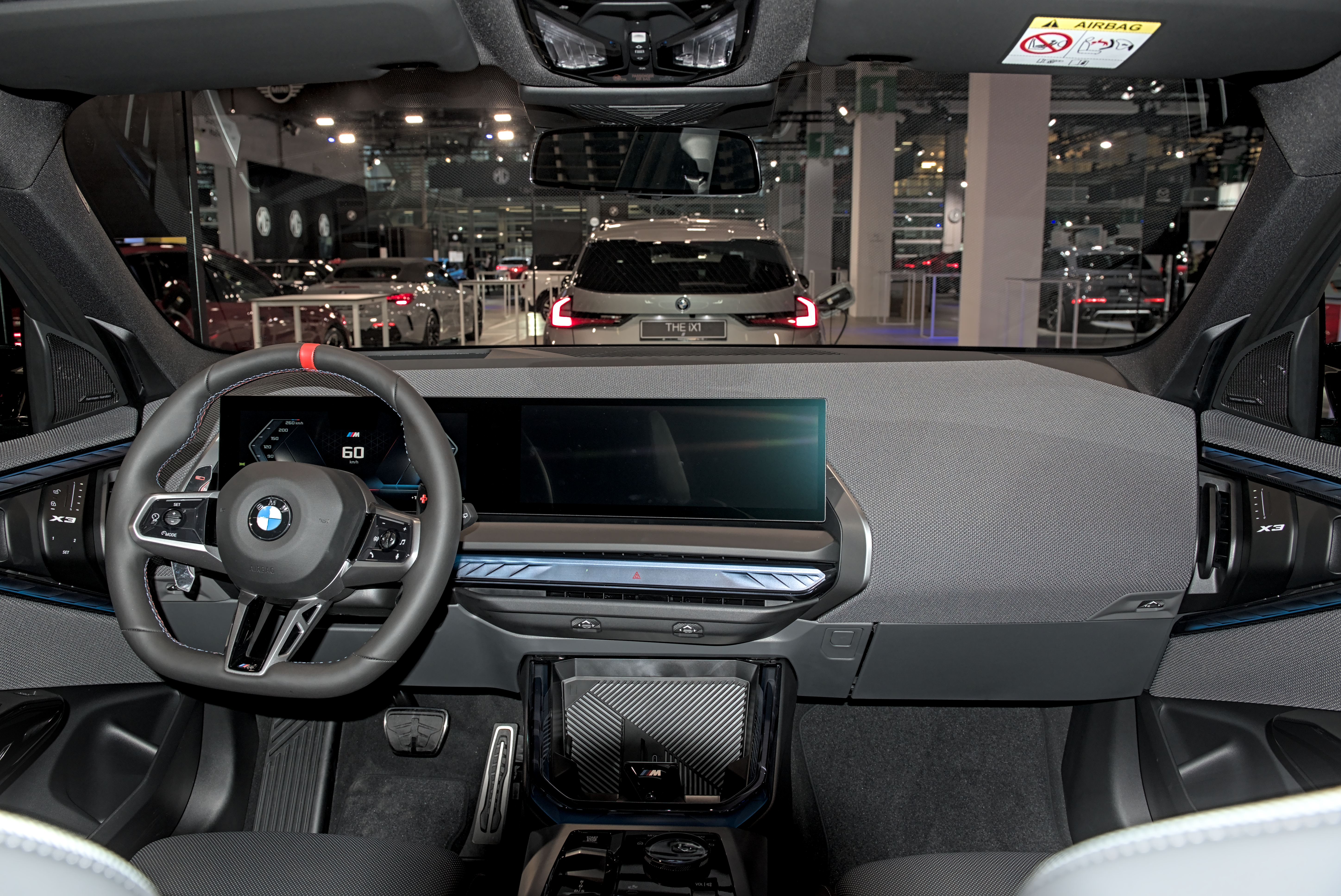
Innenansicht

Der G45 hat ein gebogenes Infotainmentsystem („Curved Display“) mit zwei Displays; das hinter dem Lenkrad ist 12,3 Zoll, das daneben 14,9 Zoll breit. Eine Kopplung mit Apple CarPlay und Android Auto ist möglich. Gegenüber dem Vorgängermodell gibt es deutlich weniger Tasten, der iDrive-Controller ist nach wie vor verfügbar.

### Motoren
Zum Marktstart gibt es den X3 in Europa mit zwei Ottomotoren (20 xDrive und M50 xDrive) und einem Diesel (20d xDrive) als Mild-Hybrid mit 48-Volt-Generator sowie einen Plug-in-Hybrid (30e xDrive). Rein elektrisch fährt der 30e rund 80 km weit und bis zu 140 km/h schnell. Alle diese Versionen haben ein 8-Gang-Automatikgetriebe mit Schaltwippen am Lenkrad (Steptronic) und den Allradantrieb xDrive. Der Sechszylinder des M50 xDrive hat eine Höchstdrehzahl von 7000/min. Im Mai 2025 soll ein Sechszylinder-Diesel (40d xDrive) folgen. In Nordamerika sind zwei Benziner (30 xDrive und M50 xDrive) erhältlich.

### Fahrwerk
Zur Grundausstattung gehören 18-Zoll-Leichtmetallräder und Stahlfederung. Hinten wird eine Fünflenkerachse eingesetzt. Auf Wunsch sind ein Sportfahrwerk und adaptive Dämpfer erhältlich.

## Technische Daten
|                                                                  | 20 xDrive                                                         | 30 xDrive (1)                                                     | M50 xDrive                                                        | 30e xDrive                                                        | 20d xDrive                                                        | 40d xDrive                                                        |
| ---------------------------------------------------------------- | ----------------------------------------------------------------- | ----------------------------------------------------------------- | ----------------------------------------------------------------- | ----------------------------------------------------------------- | ----------------------------------------------------------------- | ----------------------------------------------------------------- |
| Bauzeitraum                                                      | seit 11/2024                                                      | seit 11/2024                                                      | seit 11/2024                                                      | seit 11/2024                                                      | seit 11/2024                                                      | ab 05/2025                                                        |
| Motortyp                                                         | BMW B48                                                           | BMW B48                                                           | BMW B58                                                           | BMW B48                                                           | BMW B47                                                           | BMW B57                                                           |
| Motorart                                                         | Ottomotor als Mild-Hybrid                                         | Ottomotor als Mild-Hybrid                                         | Ottomotor als Mild-Hybrid                                         | Ottomotor + Elektromotor                                          | Dieselmotor als Mild-Hybrid                                       | Dieselmotor als Mild-Hybrid                                       |
| Motorbauart                                                      | Vierzylinder-Reihenmotor                                          | Vierzylinder-Reihenmotor                                          | Sechszylinder-Reihenmotor                                         | Vierzylinder-Reihenmotor + Elektromotor                           | Vierzylinder-Reihenmotor                                          | Sechszylinder-Reihenmotor                                         |
| Ventile                                                          | 16                                                                | 16                                                                | 24                                                                | 16                                                                | 16                                                                | 24                                                                |
| Motoraufladung                                                   | TwinPower Turbo                                                   | TwinPower Turbo                                                   | TwinPower Turbo                                                   | TwinPower Turbo                                                   | TwinPower Turbo                                                   | TwinPower Turbo                                                   |
| Hubraum                                                          | 1998 cm³                                                          | 1998 cm³                                                          | 2998 cm³                                                          | 1998 cm³                                                          | 1995 cm³                                                          | 2993 cm³                                                          |
| Bohrung × Hub                                                    | 82 mm × 94,6 mm                                                   | 82 mm × 94,6 mm                                                   | 82 mm × 94,6 mm                                                   | 82 mm × 94,6 mm                                                   | 84 mm × 90 mm                                                     |                                                                   |
| Verdichtungsverhältnis                                           | 11,6:1                                                            | 11,6:1                                                            | 11,0:1                                                            | 11,6:1                                                            | 16,5:1                                                            |                                                                   |
| max. Leistung bei min−1                                          | 140 kW (190 PS)/ 4400–6500 + 13 kW (18 PS)                        | 190 kW (258 PS)/ 4700–6500                                        | 280 kW (381 PS)/ 5200–6250 + 13 kW (18 PS)                        | 140 kW (190 PS)/ 4400–6500 + 135 kW (184 PS)                      | 145 kW (197 PS)/ 4000 + 8 kW (11 PS)                              | 210 kW (286 PS)/ 4000 + 13 kW (18 PS)                             |
| Systemleistung                                                   | 153 kW (208 PS)                                                   | 190 kW (258 PS)                                                   | 293 kW (398 PS)                                                   | 220 kW (299 PS)                                                   | 145 kW (197 PS)                                                   | 223 kW (303 PS)                                                   |
| max. Drehmoment bei min−1                                        | 310 Nm/ 1500–4000 + 200 Nm                                        | 400 Nm/ 1600–4500                                                 | 540 Nm/ 1900–4800 + 200 Nm                                        | 310 Nm/ 1500–4000 + 250 Nm                                        | 400 Nm/ 1500–2750 + 25 Nm                                         | 650 Nm/ 1500–2500 + 200 Nm                                        |
| Systemdrehmoment                                                 | 330 Nm                                                            | 400 Nm                                                            | 580 Nm                                                            | 450 Nm                                                            | 400 Nm                                                            | 670 Nm                                                            |
| Antriebsart                                                      | Allradantrieb xDrive                                              | Allradantrieb xDrive                                              | Allradantrieb xDrive                                              | Allradantrieb xDrive                                              | Allradantrieb xDrive                                              | Allradantrieb xDrive                                              |
| Getriebe                                                         | 8-Gang-Automatikgetriebe mit Schaltwippen am Lenkrad (Steptronic) | 8-Gang-Automatikgetriebe mit Schaltwippen am Lenkrad (Steptronic) | 8-Gang-Automatikgetriebe mit Schaltwippen am Lenkrad (Steptronic) | 8-Gang-Automatikgetriebe mit Schaltwippen am Lenkrad (Steptronic) | 8-Gang-Automatikgetriebe mit Schaltwippen am Lenkrad (Steptronic) | 8-Gang-Automatikgetriebe mit Schaltwippen am Lenkrad (Steptronic) |
| Beschleunigung 0–100 km/h                                        | 7,8 s                                                             | 6,3 s                                                             | 4,6 s                                                             | 6,2 s                                                             | 7,7 s                                                             | 5,4 s                                                             |
| Höchstgeschwindigkeit                                            | 215 km/h                                                          | 210 km/h                                                          | 250 km/h                                                          | 215 km/h                                                          | 215 km/h                                                          | 245 km/h                                                          |
| Leergewicht (nach EU)                                            | 1930 kg                                                           | k. A.                                                             | 2055 kg                                                           | 2140 kg                                                           | 1965 kg                                                           | 2050 kg                                                           |
| Kraftstoffverbrauch auf 100 km (kombiniert, nach EWG-Richtlinie) | 7,6 l Super                                                       | k. A.                                                             | 8,3 l Super                                                       | 1,1 l Super                                                       | 6,5 l Diesel                                                      | 6,7 l Diesel                                                      |
| CO2-Emission, kombiniert                                         | 172 g/km                                                          | k. A.                                                             | 189 g/km                                                          | 26 g/km                                                           | 171 g/km                                                          | 177 g/km                                                          |
| Tankinhalt                                                       | 65 l                                                              | 65 l                                                              | 65 l                                                              | 50 l                                                              | 60 l                                                              | 60 l                                                              |
| Akku-Kapazität                                                   | 0,9 kWh                                                           | 0,9 kWh                                                           | 0,9 kWh                                                           | 19,7 kWh (netto)                                                  | 0,9 kWh                                                           | 0,9 kWh                                                           |
| Elektrische Reichweite (WLTP)                                    | –                                                                 | –                                                                 | –                                                                 | 81–90 km                                                          | –                                                                 | –                                                                 |
| Abgasnorm nach EU-Klassifikation                                 | Euro 6e                                                           | k. A.                                                             | Euro 6e                                                           | Euro 6e                                                           | Euro 6e                                                           | Euro 6e                                                           |